# Robert Gentz

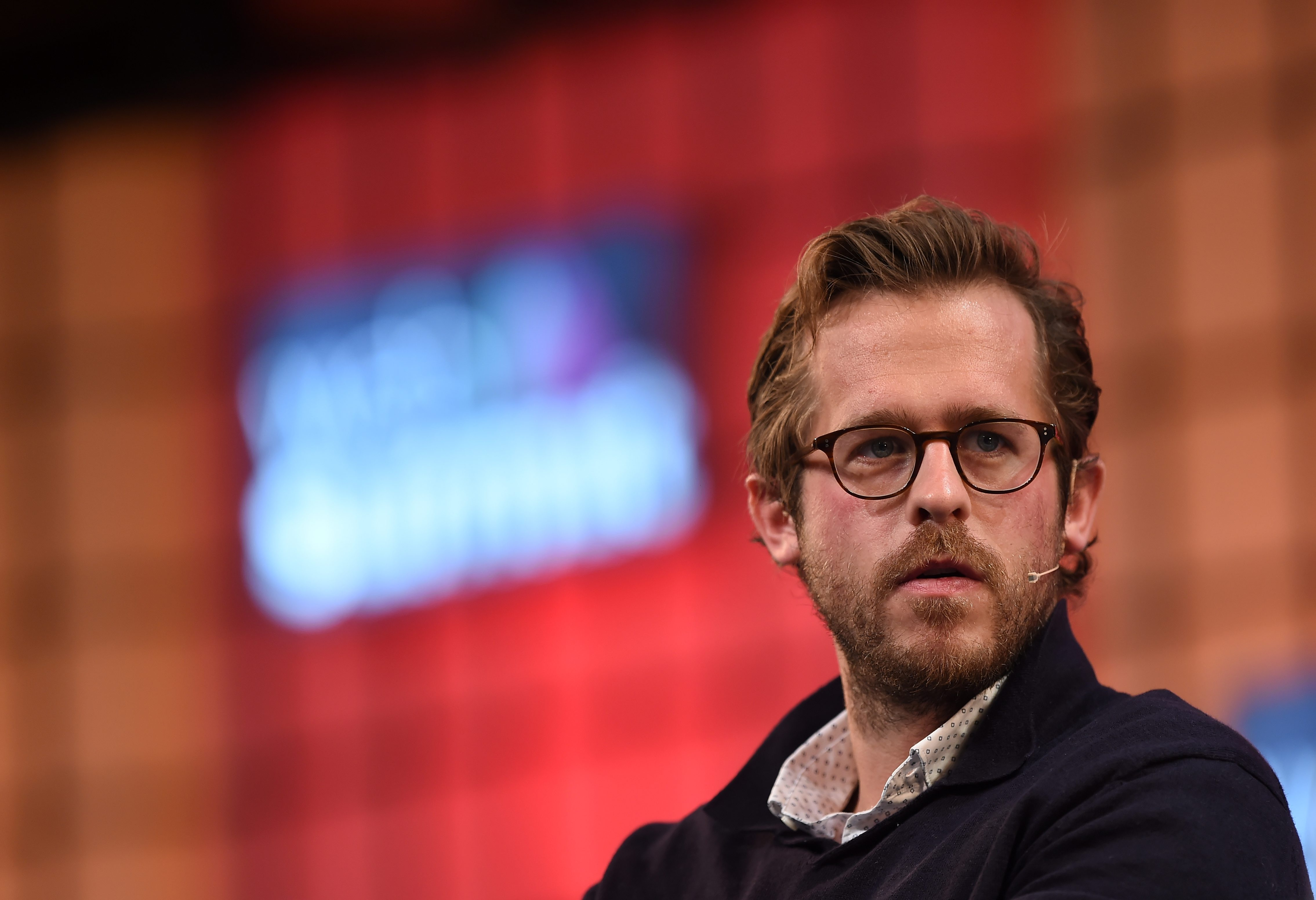
Robert Gentz (2015)

Robert Gentz (* 24. September 1983 in Düsseldorf) ist ein deutscher Kaufmann und Manager in der Bekleidungsindustrie. Er ist Mitgründer und Co-CEO des DAX-Unternehmens Zalando SE mit Sitz in Berlin. 

## Leben
Robert Gentz wurde am 24. September 1983 in Düsseldorf geboren. Er wuchs mit zwei Brüdern auf dem elterlichen landwirtschaftlichen Betrieb in der Nähe von Düsseldorf auf. 
Gentz studierte ab 2003 BWL an der WHU – Otto Beisheim School of Management in Vallendar und schloss 2007 als Diplom-Kaufmann ab. Die Diplom-Arbeit verfasste er gemeinsam mit seinem Kommilitonen und WG-Mitbewohener David Schneider.
2008 gründete er zusammen mit David Schneider in Berlin den Online-Modehändler Zalando.
Gentz und Schneider brachten 2014 ihr Start-up an die Börse.
Robert Gentz ist Co-CEO des Unternehmens.
Er ist vor allem für die Strategie im Bereich Business-to-Consumer verantwortlich.